# Lupo modern
Lupo modern (Untertitel: Das junge Magazin) war eine von Rolf Kauka konzipierte, überwiegend wöchentlich erscheinende Jugendzeitschrift, die von 1964 bis 1967 erst im Pabel Verlag und ab der achten Ausgabe im Kauka-Verlag erschien.

## Hintergrund
Die Comicfigur Lupo entstammte den Fix und Foxi-Comics. Der anthropomorphe Wolf wurde dort als liebenswerter Taugenichts dargestellt, der durch flotte Sprüche und subversives Verhalten auffiel. Bereits 1959 wurde ihm ein Sonderheft gewidmet. Im Herbst 1964 erschien schließlich sein eigenes Magazin, das zunächst einfach Lupo genannt wurde und monatlich erschien. Im Mai 1965, nach sieben Ausgaben, wurde es in Lupo modern umbenannt und erschien von da ab wöchentlich. Insgesamt erschienen 70 Hefte, aufgeteilt auf die Jahrgänge: 1964/65 mit den Nummern 1–37 und 1966 mit den Nummern 1–33. Danach führte ab August 1966 das Magazin Tip Top Nummerierung und laufende Serien fort, als primäres Comic-Magazin mit nur noch geringem redaktionellem Anteil (bis zur Einstellung mit Nr. 80 im Juni 1967).

## Inhalt
Lupo modern wurde als Jugendmagazin konzipiert, das sowohl Comics, als auch jugendkulturelle Beiträge beinhaltete. Lag der Fokus anfangs auf den Comic-Geschichten, verschob sich der Schwerpunkt des 40-seitigen Magazins ab Nr. 10/1966 auf Berichte aus der Starszene und jugendspezifische Themen, die rund zwei Drittel des Magazins ausmachten.

### Comics
In Lupo modern erschienen erstmals die Geschichten von Asterix und Obelix, jedoch in einer sehr freien Übersetzung und unter dem Namen Siggi und Babarras. Die Reihe artete in Deutschtümelei und kaum versteckten Antisemitismus aus, sodass Albert Uderzo und René Goscinny Rolf Kauka nach vier Veröffentlichungen das Abdruckrecht entzogen.
Kauka besaß jedoch noch andere Lizenzen der Verlage Dupuis und Dargaud, sodass in Fortsetzungsserien die ebenfalls recht freien Übersetzungen von Spirou, Michel Tanguy und Lucky Luke erschienen. Später kamen die Serien Old Nick und Valhardi (unter dem Titel Kouki) sowie die Eigenproduktion Die Pichelsteiner dazu.

### Reportagen
Ähnlich der Bravo erschienen einige Hintergrundberichte über zur damaligen Zeit populären Stars wie den Beatles, Pierre Brice, Udo Jürgens und Cliff Richard. Feste Kolumnen waren „Die Zeitlupe“ und ihre Parodie „Die Zeithupe“ sowie die Serie „Stars und Sterne“. Mit der Umstellung des Konzepts kamen das „mod-Magazin“ mit Berichten aus der Musikwelt und die „Gitarrenschule“ von Drafi Deutscher hinzu. Als Musikredakteur arbeitete der Fotograf Wolfgang Heilemann am Blatt mit. Als „mod-Marken“ waren Schmuckmarken mit Stars im Heft abgedruckt.

## Titelbild
Bis zu Heft 6 war auf dem Titelblatt immer die Figur Lupo zu sehen. Mit der Umbenennung in Lupo modern änderte sich dies. Nun wurden andere Comicfiguren oder Fotos von Stars auf das Titelbild genommen. Hier sind auch erste Coverfotos von Wolfgang Heilemann zu sehen, der hierfür unter anderem The Lords und Roy Black ablichtete.

## Chefredakteure
- Peter Wiechmann (ab Heft 5)[2]

## Veröffentlichte Serien
- Asterix (als „Siggi und Babarras“): Die goldene Sichel („Siggi und die goldene Sichel“), Asterix als Gladiator („Kampf um Rom“), Asterix und die Goten („Siggi und die Ostgoten“), Asterix der Gallier („Siggi der Unverwüstliche“)
- Boule & Bill (als „Schnieff und Schnuff“): Einzelgeschichten
- Jean Valhardi (als „Kouki“): Kouki gegen die schwarze Sonne, Kouki und die Diamantengang
- Lucky Luke: Aufstand der Blaufüße, Terror in Frontier City, Die 4 Daltons, Rio Pecos, Sturm auf Oklahoma, Die Daltons gehen stiften, Die Mississippi-Story
- Lupo: Einzelgeschichten
- Marsupilami (als „Kokomiko“): Einzelgeschichte
- Michel Tanguy (als „Rolf und Miki“): Die Schule des Adlers, Gefahr am Himmel, Jagd auf Spione
- Old Nick: Old Nick, Das Geisterschiff
- Die Pichelsteiner: Die Pichelsteiner, Heißer Süden, Pichelsteiner gegen Gallensteine
- Spirou und Fantasio (als „Pit und Pikkolo“): Treffpunkt Rummelplatz, Am anderen Ende Angst, Onkel Gustavs Testament, Viel Wirbel um Kokomiko, Abenteuer in Chiquito
- Tippy (später: „Vicki“): Einzelgeschichten
- Raumpatrouille Orion: Fotoromane mit Bildern aus der TV-Serie von 1966 und darunter stehenden Texten